# Viola abulensis
Viola abulensis är en violväxtart som beskrevs av M.á. Fernández Casado, H.S. Nava Fernández. Viola abulensis ingår i släktet violer, och familjen violväxter. Inga underarter finns listade i Catalogue of Life.